# Rumoerige Roodborst
Rumoerige Roodborst, voorheen bekend als De Rumoerige Roodborst, is een Nederlands bier dat sinds 2016 wordt gebrouwen door Bird Brewery. Het is het eerste bier dat door de brouwerij is gelanceerd. Het betreft een Amber IPA met een alcoholpercentage van 5,8%. Het bier heeft een robijnrode kleur en wordt gekenmerkt door een frisse, fruitige, licht hoppige smaak met tonen van grapefruit, tropisch fruit en lichte karameltonen. De naam verwijst naar de roodborst.

## Onderscheidingen
De Rumoerige Roodborst heeft meerdere onderscheidingen ontvangen bij verschillende biercompetities. Bij de World Beer Awards werd het bier in zowel 2017 als 2018 uitgeroepen tot Country Winner in de categorie Amber. Tijdens de Dutch Beer Challenge van 2017 behaalde het de eerste plaats in de categorie Amber IPA. In hetzelfde jaar ontving het een gouden medaille in de categorie Red Ale bij de International Beer Challenge en een zilveren medaille in diezelfde categorie bij de Brussels Beer Challenge.